# Xã Arnold, Quận Custer, Nebraska
Xã Arnold (tiếng Anh: Arnold Township) là một xã thuộc quận Custer, tiểu bang Nebraska, Hoa Kỳ. Năm 2010, dân số của xã này là 759 người.